# Heldenallee (Ebersberg)

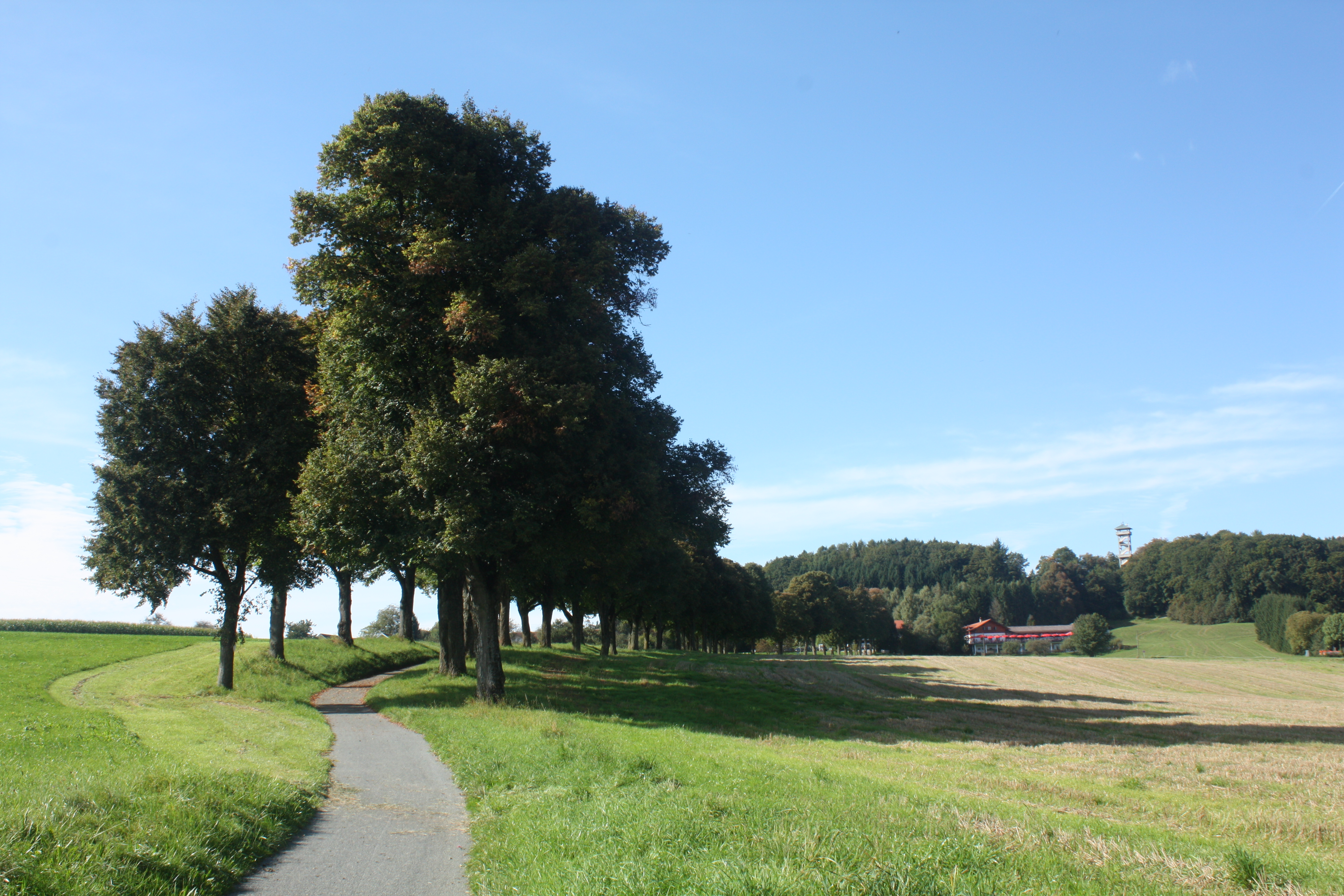
Beginn der Heldenallee mit Blick bis zur Ebersberger Alm und dem Aussichtsturm

Die Heldenallee in Ebersberg ist eine Gedenkstätte für die Gefallenen des Ersten Weltkriegs aus der oberbayerischen Stadt. Sie befindet sich zwischen dem Klostersee und dem Aussichtsturm auf der Ludwigshöhe.

## Geschichte
Ebersberg hatte nach dem Ersten Weltkrieg 84 Gefallene zu beklagen. Zum Gedenken wurde nördlich der Stadt zwischen 1929 und 1937 für jeden Toten eine Linde am Weg auf die Ludwigshöhe gepflanzt. Jede Linde erhielt ein Namensschild für einen Gefallenen. Die Reihenfolge ist dabei chronologisch, entsprechend dem Todesdatum, auf dem Weg von der Stadt hinauf zur Alm. Die weißen Tafeln mit grünem Dach wurden zuletzt 1999 erneuert. Die Buchstaben sind aufgeklebt, um sie haltbarer zu machen. Die Tafeln werden jährlich von der Soldaten- und Kriegerkameradschaft Ebersberg gereinigt und ausgebessert.
Teilweise mussten Bäume zwischenzeitlich gefällt werden. Sie wurden durch Neuanpflanzungen ersetzt.

## Wegbeschreibung

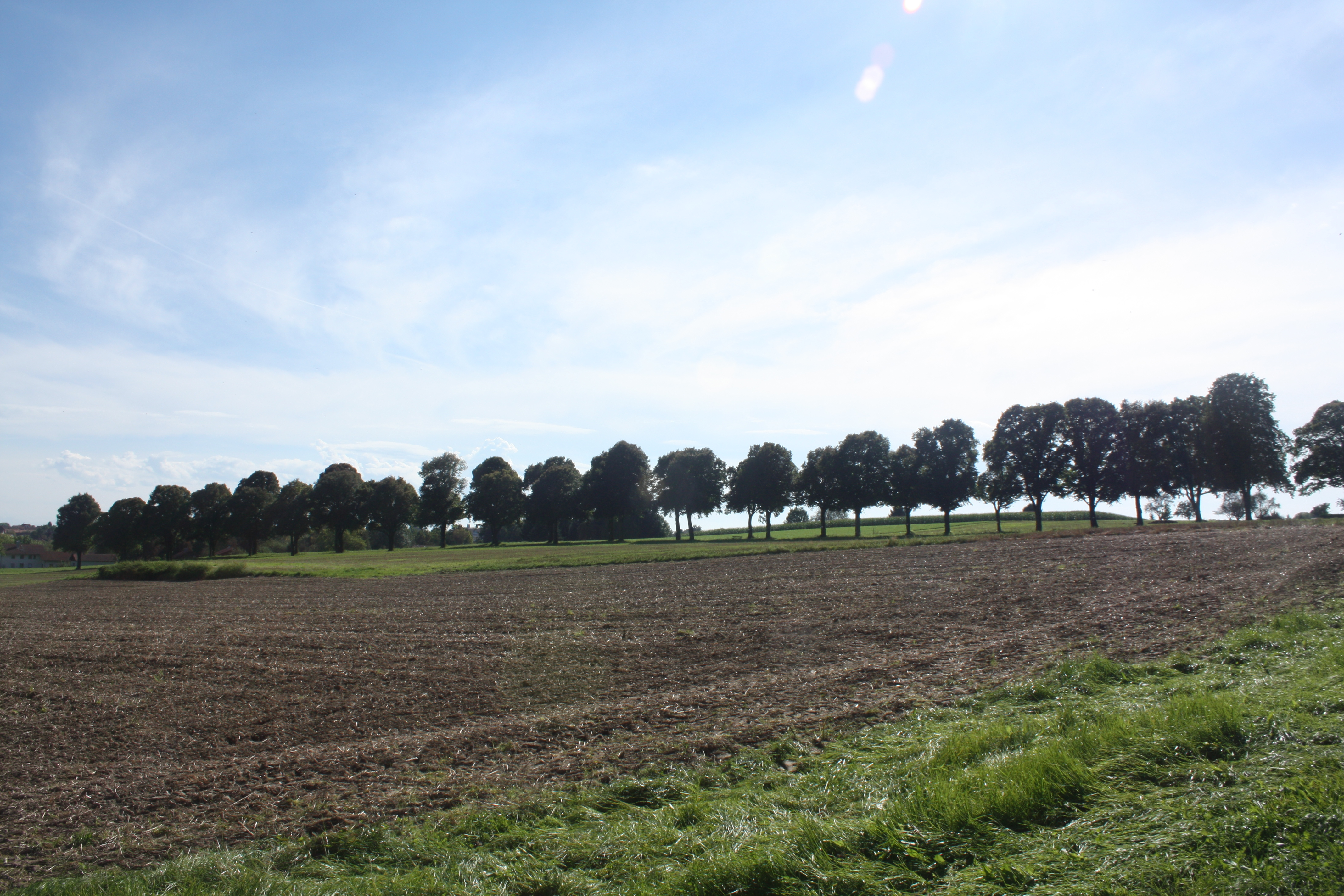
Ansicht auf den unteren Teil der Allee von Osten aus

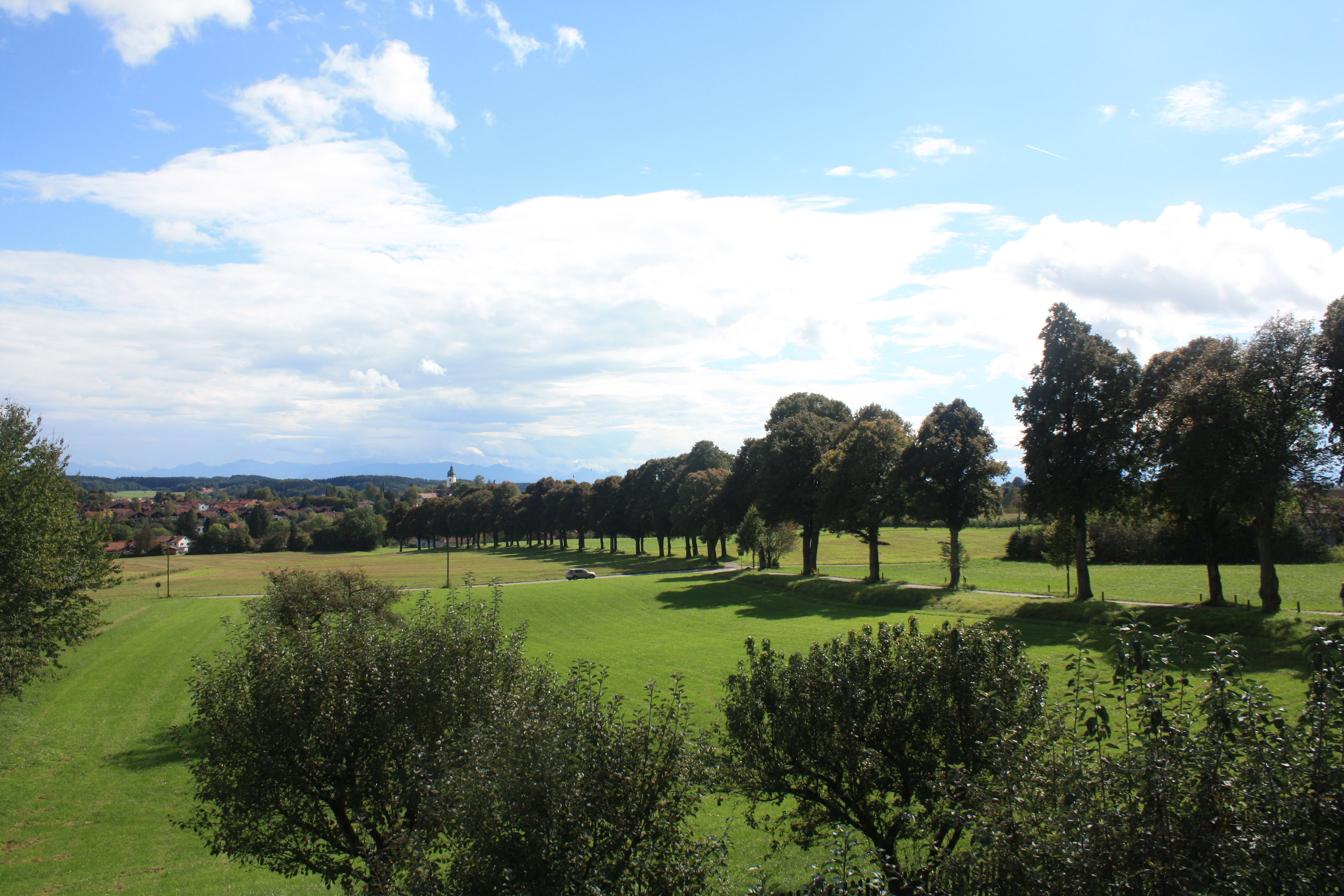
Blick von der Ebersberger Alm aus

Nahe dem Klostersee beginnt nördlich die Allee als asphaltierter Fuß- und Radweg. Nach den ersten 38 Bäumen kreuzt die Straße Ludwigshöhe die Allee. Hier befindet sich ein Wegkreuz. Ab der Kreuzung fahren Autos die ansteigende Allee bis zur Ausflugsgaststätte Ebersberger Alm und dem Naturkundemuseum hinauf. Es gab bereits Kritik, dass der Verkehr die Wurzeln der Bäume schädigen würde. Nach dem 55. Baum erreicht man einen Parkplatz und die Gaststätte. Hinter dieser führt die Allee als unbefestigter Fußweg das letzte Stück bis zum Ebersberger Aussichtsturm hinauf. Der 56. Baum wurde 2014 wegen Bauarbeiten gefällt und soll später ersetzt werden. Immer mehr Nadelbäume umgeben hier die Linden. Nach dem 69. Baum erreicht man den Aussichtsturm, um den herum auch die letzten Bäume der Gefallenen stehen. Sie sind hier bereits Teil des Ebersberger Forsts, umgeben von Nadelbäumen und Buschwerk. Hier befindet sich auch ein Hochbehälter, der die Stadt Ebersberg mit Trinkwasser versorgt.

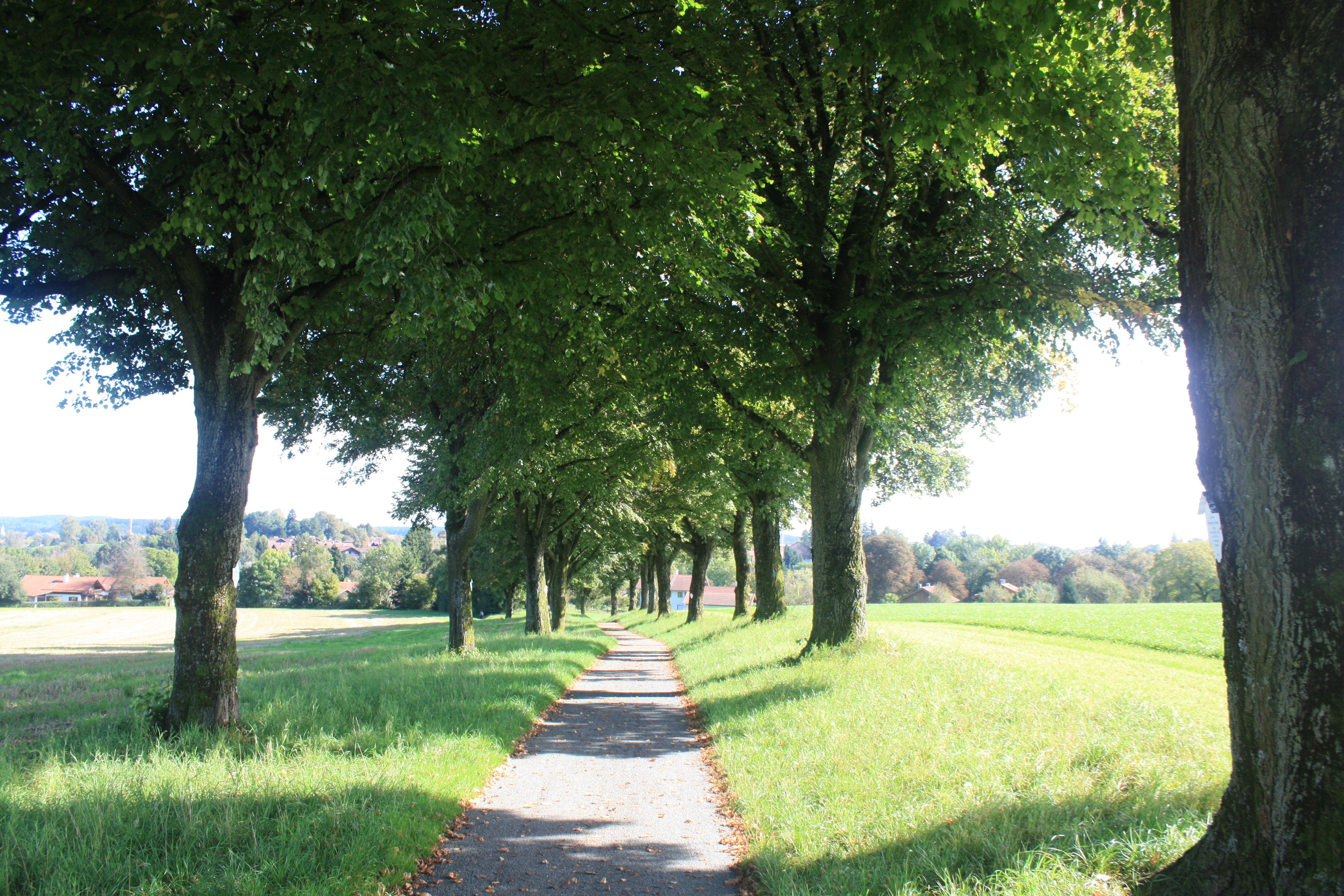
Im südlichen Teil beim 22. Baum
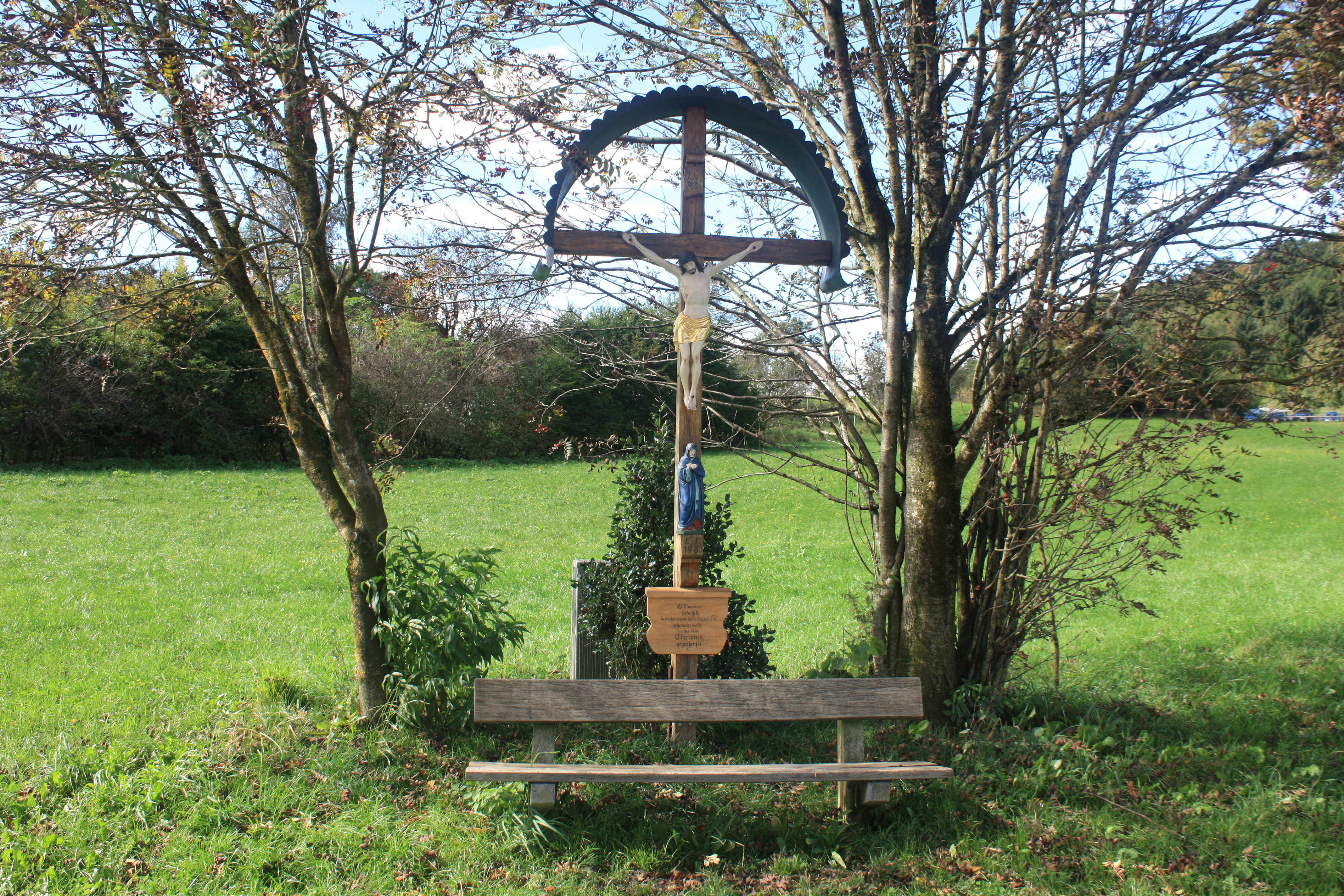
Das Wegkreuz an der Kreuzung
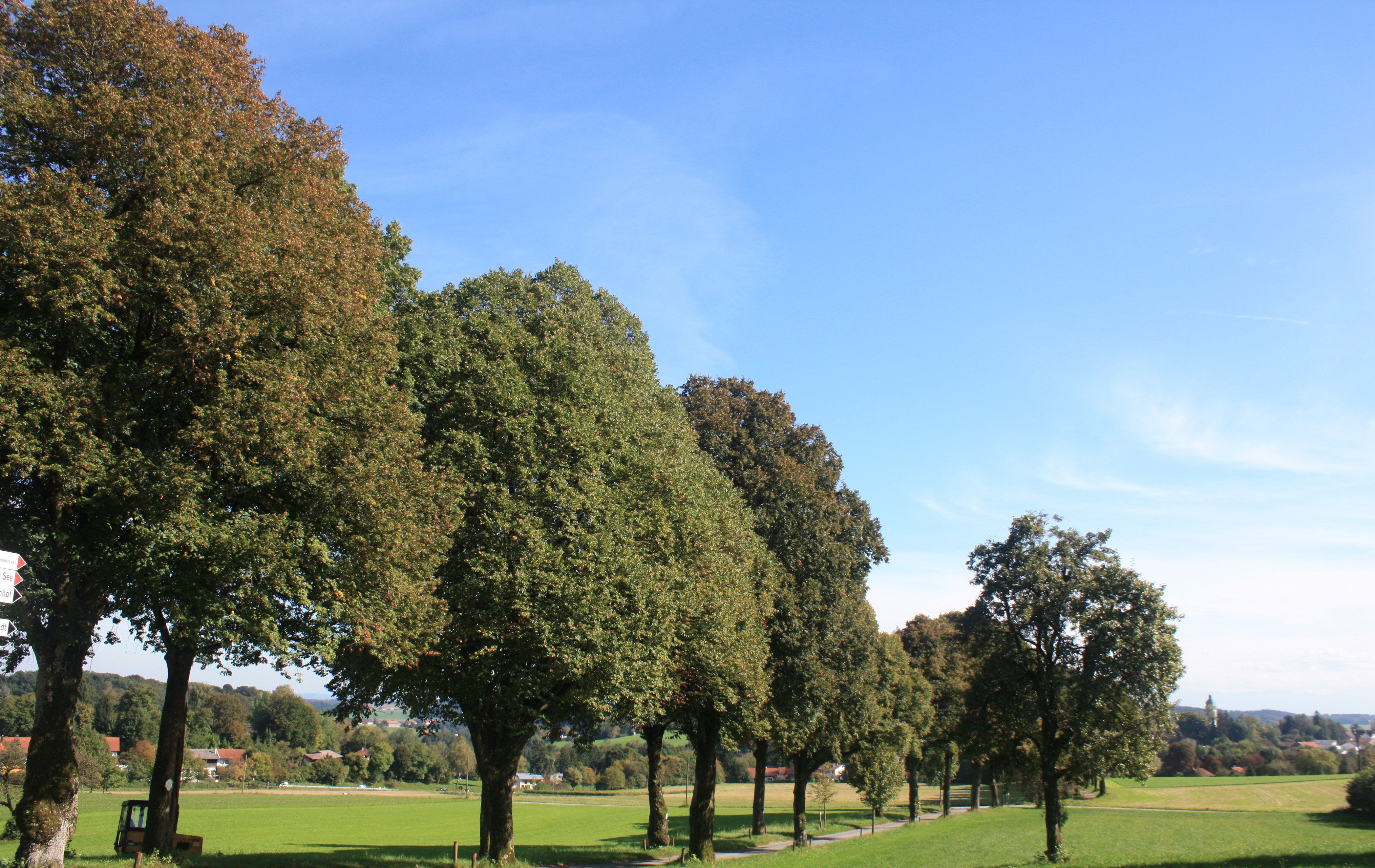
Der mittlere Teil der Allee vom Parkplatz aus
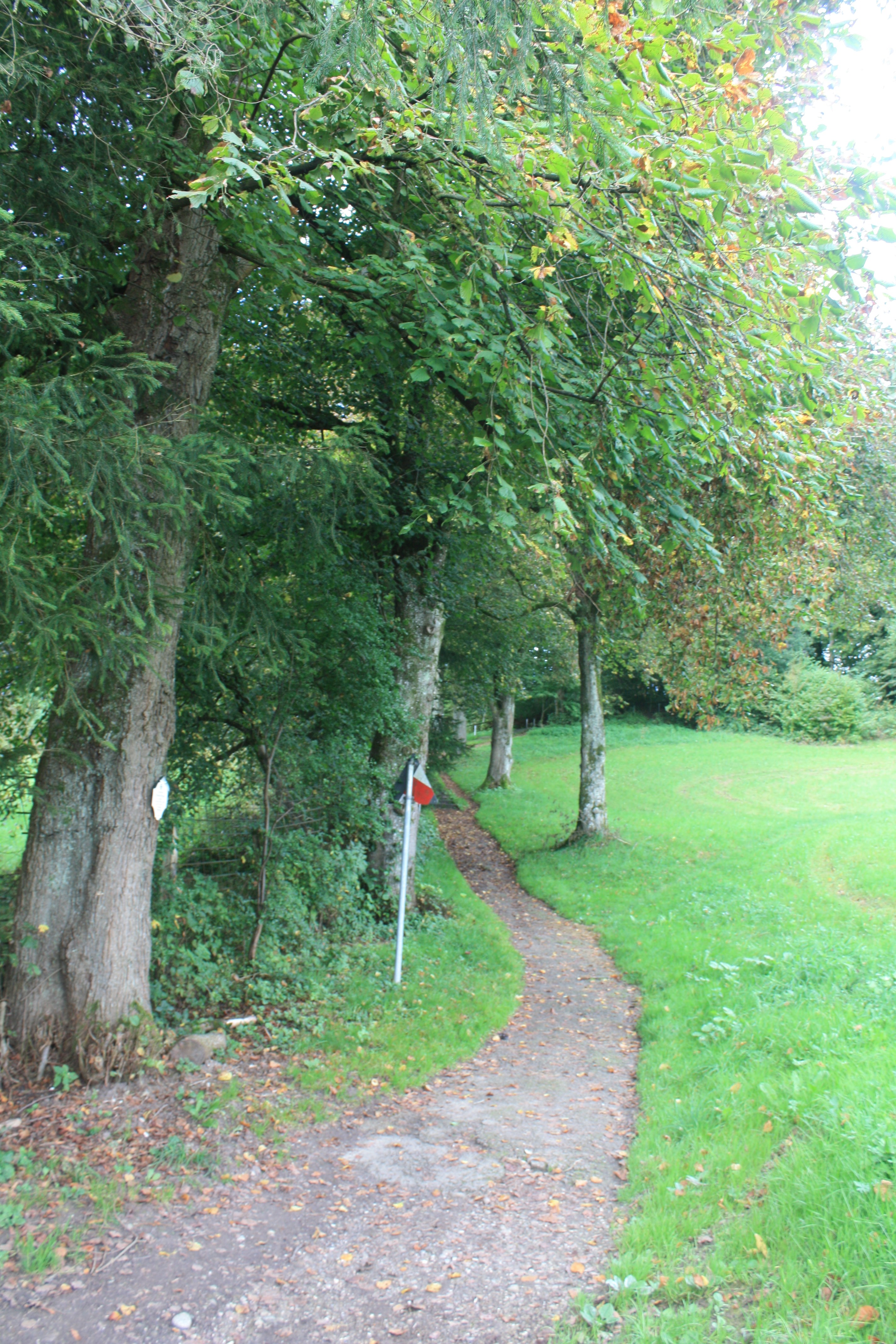
Beginn des Fußweges zum letzten Abschnitt
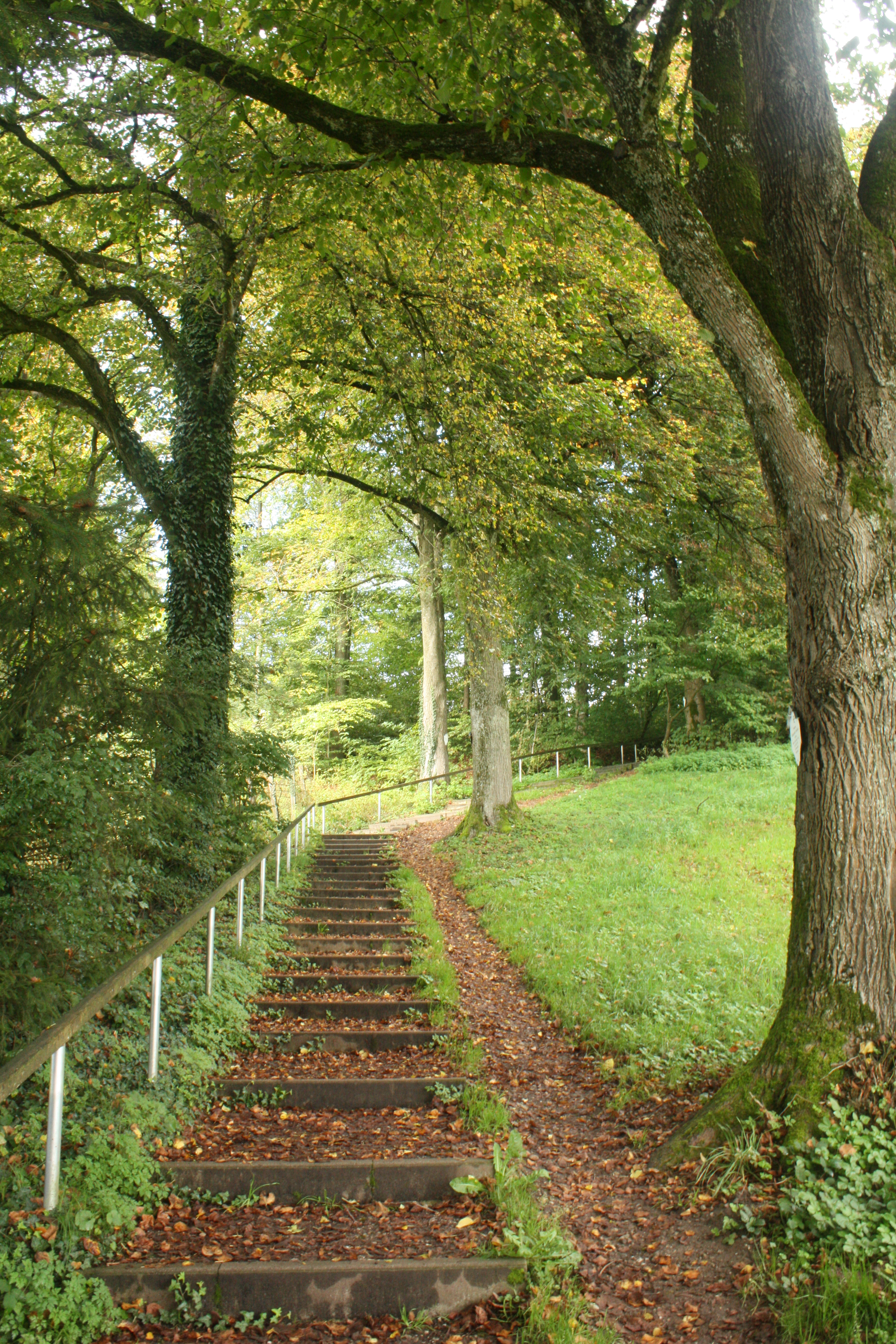
Der Aufstieg zur Ludwigshöhe am 60. Baum
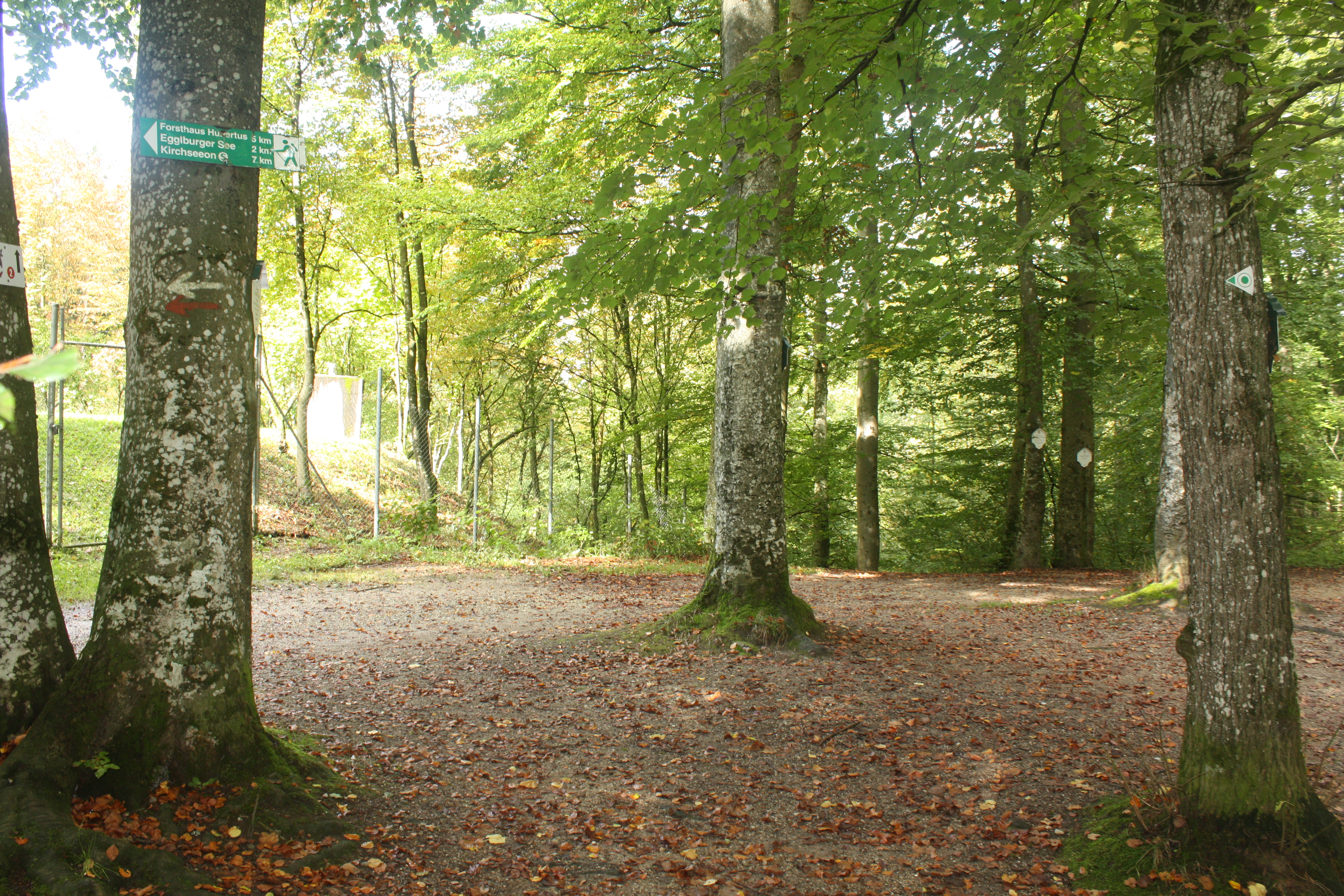
Am Endpunkt der Allee gruppieren sich die letzten Gedenkbäume um den Aussichtsturm

## Gefallene
Die Tabelle führt die Bäume in der Reihenfolge ihres Standorts an. Grundsätzlich sind die Schilder nach dem Todesdatum des Gefallenen und dessen Eintrag im Stadtbuch geordnet. Es gibt einzelne Abweichungen in der chronologischen Reihenfolge. Einige Bäume beziehungsweise Schilder fehlen. Deren Daten sind dem Stadtbuch entnommen.
| Bild | Baum Nr. | Stadtbuch Nr. | Name                    | Alter    | Rang                 | Einheit | Todestag/Todesort                                                       | Weitere Informationen |
| ---- | -------- | ------------- | ----------------------- | -------- | -------------------- | --- | ----------------------------------------------------------------------- | --- |
|      | 1.       | 1.            | Josef Bauer             | 25 Jahre | Infanterist          | Königlich Bayerisches 12. Infanterie-Regiment „Prinz Arnulf“, 12. Kompanie                                        | † 10. August 1914 im Lazarett in Saarburg, Lothringen, heute Frankreich | Josef Bauer starb an den Folgen eines Hitzeschlags. |
|      | 2.       | 2.            | Josef Wurmer            | 35 Jahre | Soldat               | - | † 12. August 1914 in Frankreich                                         | |
|      | 3.       | 3.            | Georg Küner             | -        | Soldat               | - | † 26. August 1914 in Frankreich                                         | |
|      | 5.       | 5.            | Josef Käser             | 23 Jahre | Musketier            | Preußisches Reserve-Infanterie-Regiment Nr. 18                                                                    | † 29. August 1914 in Hohenstein bei Tannenberg, Ostpreußen, heute Polen | Schlacht bei Tannenberg |
|      | 4.       | 4.            | Jakob Ranner            | 25 Jahre | Infanterist          | Königlich Bayerisches 12. Infanterie-Regiment „Prinz Arnulf“, 12. Kompanie                                        | † 27. August 1914 in Doncières bei Épinal, Frankreich                   | landwirtschaftl. Arbeiter in Aßlkofen |
|      | 6.       | 6.            | Hermann Bayerl          | 27 Jahre | Infanterist          | Königlich Bayerisches 1. Infanterie-Regiment „König“, 3. Kompanie                                                 | † 3. September 1914 am Tet la Behonille (Tête de Behouille), Frankreich | Notariatsassistent in Ebersberg |
|      | 7.       | 7.            | Kolomann Huber          | 29 Jahre | Infanterist          | Königlich Bayerisches 2. Infanterie Regiment „Kronprinz“, 11. Kompanie                                            | † 2. Oktober 1914 in Lihons, Frankreich                                 | |
|      | 8.       | 8.            | Max Sturmbeck           | 24 Jahre | Gefreiter            | Königlich Bayerisches Reserve-Infanterie-Regiment Nr. 2, 3. Kompanie                                              | † 2. Oktober 1914 im Lazarett in Lüttich, Belgien                       | Metzger, Gastwirtssohn von Ebersberg |
|      | 9.       | 9.            | Markus Grabmaier        | 29 Jahre | Gefreiter            | Königlich Bayerisches 12. Infanterie-Regiment „Prinz Arnulf“, 7. Kompanie                                         | † 21. Oktober 1914 in Ecurie/Arras, Frankreich                          | |
|      | 10.      | 10.           | Nikolaus Lutz           | 31 Jahre | Leutnant der Reserve | Königlich Bayerisches Reserve-Infanterie-Regiment Nr. 2, 5./6. Kompanie                                           | † 23. Oktober 1914 in Maison Blanche/Arras, Frankreich                  | Rechtsanwalt in Ebersberg. Laut bayer. Verlustliste Nr. 107 6. Kompagnie                                                                                 |
|      | 11.      | 11.           | Max Altinger            | 24 Jahre | Unteroffizier        | Königlich Bayerisches Reserve-Infanterie-Regiment Nr. 16 „List“, 4. Kompanie                                      | † 29. Oktober 1914 in Koelberg/Flandern, Belgien                        | Metzger und Schenkkellner, Gastwirtssohn in Ebersberg |
|      | 12.      | 12.           | August Hinterberger     | 29 Jahre | Landwehrmann         | Königlich Bayerisches Reserve-Infanterie-Regiment Nr. 12, 1. Kompanie                                             | † 1. November 1914 in Thélus/Arras, Frankreich                          | |
|      | 13.      | 13.           | Josef Graßl             | 38 Jahre | Landsturmmann        | Königlich Bayerisches Reserve-Infanterie-Regiment Nr. 3, 11. Kompanie                                             | † 5. November 1914 in Maison Blanche/Arras, Frankreich                  | verh. Tagelöhner |
|      | 14.      | 14.           | Fritz Türkis            | 20 Jahre | Jäger                | Königlich Bayerisches 2. Jägerbataillon                                                                           | † 7. November 1914 in Oosttaverne/Flandern, Belgien                     | laut bayer. Verlustliste Nr. 122 2. Kompagnie |
|      | 15.      | 15.           | Gottfried Strobl        | 17 Jahre | Infanterist          | Königlich Bayerisches Reserve-Infanterie-Regiment Nr. 16 „List“, 11. Kompanie                                     | † 10. November 1914 in Bethlehem bei Messines, Flandern, Belgien        | Erste Flandernschlacht |
|      | 16.      | 16.           | Fritz Hartnagl          | 26 Jahre | Vizefeldwebel        | Königlich Bayerisches Reserve-Infanterie-Regiment Nr. 16 „List“, M. G. Kompanie                                   | † 15. November 1914 in Wytschaete/Flandern, Belgien                     | |
|      | 17.      | 17.           | Ferdinand Pfaffenberger | 38 Jahre | Landsturmmann        | K. u. K. Landsturm-Bataillon. 96, 3. Kompanie, 3. Zug                                                             | † 13. Dezember 1914 in Okormezö/Karpathen, Ungarn                       | Maler in Ebersberg |
|      | 18.      | 18.           | Engelbert Brandenberger | 22 Jahre | Gefreiter            | Königlich Bayerisches 1. Infanterie-Regiment „König“, 2. Kompanie                                                 | † 23. Dezember 1914 im Lazarett Péronne, Frankreich                     | |
|      | 19.      | 19.           | Franz Krautstorfer      | 24 Jahre | Jäger                | Königlich Bayerisches Reserve-Jägerbataillon Nr. 1, 3. Kompanie                                                   | † 20. Januar 1915 in Vimy, Frankreich                                   | |
|      | 20.      | 20.           | Jakob Kürzeder          | 17 Jahre | Musketier            | Preußisches Infanterie-Regiment Nr. 146, 9. Kompanie                                                              | † 7. März 1915 in Kapusnik, Russisch-Polen, heute Polen                 | |
|      | 21.      | 21.           | Fritz Handwerker        | 27 Jahre | Sanitäter            | Königlich Bayerisches Reserve-Infanterie-Regiment Nr. 18, 5. Kompanie                                             | † 14. März 1915 in Colmar/Vogesen, Elsaß, heute Frankreich              | |
|      | 22.      | 22.           | Anton Bergmeister       | 18 Jahre | Infanterist          | Königlich Bayerisches 10. Infanterie-Regiment „König Ludwig“, 10. Kompanie                                        | † 8. Mai 1915 in Ailly-Wald, Frankreich                                 | |
|      | 23.      | 23.           | Martin Kögl             | 25 Jahre | Jäger                | Königlich Bayerisches 1. Jägerbataillon „König“, 3. Kompanie                                                      | † 15. Mai 1915 in Souchez, Frankreich                                   | |
|      | 24.      | 24.           | Johann Schauberger      | 32 Jahre | Infanterist          | Königlich Bayerisches Reserve-Infanterie-Regiment Nr. 3, 8. Kompanie                                              | † 15. Mai 1915 in Thélus/Arras, Frankreich                              | Lorettoschlacht |
|      | 25.      | 66.           | Josef Ziegler           | 32 Jahre | Gefreiter            | Königlich Bayerisches 3. Infanterie-Regiment „Prinz Karl von Bayern“, 2. Kompanie                                 | † 4. Dezember 1917 in Flandern, Belgien                                 | abweichend in der chronologischen Reihenfolge |
|      | -        | 25.           | Josef Huber             | 26 Jahre | Obergefreiter        | Königlich Bayerisches Reserve-Fußartillerie-Regiment Nr. 1, 3. Batterie                                           | † 6. Juni 1915 in Farbus, Frankreich                                    | Baum fehlt |
|      | 26.      | 26.           | Franz Wurmer            | 33 Jahre | Landwehrmann         | Preußisches Reserve-Infanterie-Regiment Nr. 77, 1. Kompanie                                                       | † 8. Juni 1915 in La Bassée, Frankreich                                 | Lorettoschlacht |
|      | 27.      | 27.           | Peter Manglhammer       | 30 Jahre | Landwehrmann         | Königlich Bayerisches Reserve-Infanterie-Regiment Nr. 12, 4. Kompanie                                             | † 8. Juni 1915 in Thélus/Arras, Frankreich                              | Lorettoschlacht |
|      | 28.      | 28.           | Peter Walter            | 20 Jahre | Infanterist          | Königlich Bayerisches Infanterie-Leib-Regiment, 1. Kompanie                                                       | † 14. August 1915 in Bad Moos/Bruneck, Dolomiten, Tirol, heute: Italien | |
|      | 29.      | 29.           | Johann Huber            | 27 Jahre | Infanterist          | Königlich Bayerisches Reserve-Infanterie-Regiment Nr. 18, 7. Kompanie                                             | † 17. August 1915 in Sondernach/Metzeral, Elsaß, heute Frankreich       | |
|      | 30.      | 30.           | Rudolf Peter            | 25 Jahre | Unteroffizier        | Königlich Bayerisches Reserve-Jägerbataillon Nr. 1, 2. Kompanie                                                   | † 26. September 1915 in Beaurains/Arras, Frankreich                     | |
|      | 31.      | 31.           | Franz Kurzeder          | 19 Jahre | Infanterist          | Königlich Bayerisches 3. Infanterie-Regiment „Prinz Karl von Bayern“, 6. Kompanie                                 | † 11. Oktober 1915 im Lazarett Temessziget, Serbien                     | Donauinsel Temessziget, Offensive über die Donau auf Serbien                                                                                             |
|      | 32.      | 32.           | Martin Rösl             | 31 Jahre | Infanterist          | Königlich Bayerisches 12. Infanterie-Regiment „Prinz Arnulf“, 11. Kompanie                                        | † 6. November 1915 auf der Lorettohöhe/Arras, Frankreich                | |
|      | 33.      | 33.           | Josef Hundseder         | 32 Jahre | Vizefeldwebel        | Königlich Bayerisches 1. Feldartillerie-Regiment „Prinzregent Luitpold“, 1. Batterie                              | † 23. Dezember 1915 auf der Lorettohöhe/Arras, Frankreich               | |
|      | 34.      | 34.           | Josef Goldbrunner       | 26 Jahre | Infanterist          | Königlich Bayerisches 1. Infanterie-Regiment „König“, 12. Kompanie                                                | † 10. Februar 1916 in Givenchy-en-Gohelle, Frankreich                   | |
|      | 35.      | 35.           | Bartholomäus Lechner    | 24 Jahre | Soldat               | Königlich Bayerisches 1. Infanterie-Regiment „König“, 5. Kompanie                                                 | † 19. Februar 1916 auf der Lorettohöhe/Arras, Frankreich                | |
|      | 36.      | 36.           | Karl Trapper            | 28 Jahre | Infanterist          | - | † 24. Februar 1916 in Frankreich                                        | Eisenbahnassistentensohn von Ebersberg. Laut bayer. Verlustliste Nr. 261 Reserve-Infanterie-Regiment Nr. 3, 4. Kompagnie, gest. 24.3.1916                |
|      | 37.      | 37.           | Josef Anderl            | 35 Jahre | Landsturmmann        | Königlich Bayerisches Reserve-Infanterie-Regiment Nr. 15, 11. Kompanie                                            | † 31. März 1916 in Labry, Frankreich                                    | |
|      | 38.      | 38.           | Georg Altinger          | 29 Jahre | Leutnant             | Königlich Bayerisches 1. Reserve-Infanterie-Regiment, 10. Kompanie                                                | † 1. Juni 1916 Romagne-sous-les-Côtes/Verdun, Frankreich                | Schlacht um Verdun. Laut bayer. Verlustliste Nr. 276 1. Infanterie-Regiment, 10. Kompagnie                                                               |
|      | 39.      | 39.           | Georg Salminger         | 24 Jahre | Jäger                | Jägerregiment 3, (kgl. bayerisches) IV. Bataillon, 14. Kompanie                                                   | † 7. Juni 1916 in Vaux bei Verdun, Frankreich                           | Schlacht um Verdun |
|      | 40.      | 40.           | Sebastian Lechner       | 21 Jahre | Jäger                | Jägerregiment 3, (kgl. bayerisches) IV. Bataillon, 13. Kompanie                                                   | † 14. Juni 1916 in Vaux bei Verdun, Frankreich                          | Schlacht um Verdun; Neupflanzung |
|      | 41.      | 41.           | Max Bernhard            | 23 Jahre | Unteroffizier        | Königlich Bayerisches 2. Infanterie Regiment „Kronprinz“, 2. Kompanie                                             | † 15. Juni 1916 in Thiaumont bei Verdun, Frankreich                     | |
|      | 42.      | 42.           | Johann Niedermeier      | 23 Jahre | -                    | - | † 19. Juni 1916 in Verdun                                               | Schlacht um Verdun |
|      | 43.      | 43.           | Johann Pilliet          | 46 Jahre | Vizefeldwebel        | 1. Landsturm-Infanterie-Regiment, 2. Kompanie                                                                     | † 30. Juni 1916 in Rudka bei Kowel (heute: Polen)                       | Seine Frau, die Kunstmalerin Martha Pilliet, nahm sich im NS-Sammellager in Milbertshofen vor der Deportation nach Kaunas mit Schlaftabletten das Leben. |
|      | 44.      | 44.           | Simon Wirtshöller       | 22 Jahre | Soldat               | Königlich Bayerisches 1. Schwere-Reiter-Regiment „Prinz Karl von Bayern“, 4. Esk.                                 | † 13. Juli 1916 in Toboly am Stochod                                    | Brussilow-Offensive |
|      | 45.      | 45.           | Sebastian Bodmeier      | 25 Jahre | Infanterist          | Königlich Bayerisches 15. Infanterie-Regiment „König Friedrich August von Sachsen“, 6. Kompanie                   | † 15. Juli 1916 in Douaumont, Frankreich                                | |
|      | 46.      | 46.           | Sebastian Mascher       | 20 Jahre | Soldat               | Königlich Bayerisches 1. Schwere-Reiter-Regiment „Prinz Karl von Bayern“, 4. Esk.                                 | † 23. August 1916 in Toboly am Stochod, Russland                        | Brussilow-Offensive; Neupflanzung |
|      | 47.      | 47.           | Ferdinand Plattner      | 24 Jahre | Infanterist          | Königlich Bayerisches Reserve-Infanterie-Regiment Nr. 12, 7. Kompanie                                             | † 24. August 1916 bei Maurepas, Frankreich                              | Neupflanzung; Schlacht an der Somme |
|      | 48.      | 48.           | Josef Bauer             | 20 Jahre | Jäger                | 2. Königlich Bayerisches Jägerbataillon, 4. Kompanie                                                              | † 22. September 1916 am Vulkanpass, Rumänien                            | |
|      | 49.      | -             | Baum ohne Tafel         | -        | -                    | - | -                                                                       | |
|      | 50.      | 50.           | Leonhard Zehetmaier     | 37 Jahre | Sanitäter            | Königlich Bayerische Reserve-Sanitäts-Kompanie Nr. 6                                                              | † 12. Oktober 1916 in Warlencourt, Frankreich                           | |
|      | 51.      | 51.           | Josef Liedl             | 19 Jahre | Infanterist          | Königlich Bayerisches 12. Infanterie-Regiment „Prinz Arnulf“., 9. Kompanie                                        | † 21. Oktober 1916 in Sailly, Frankreich                                | |
|      | 52.      | 52.           | Georg Hinterberger      | 19 Jahre | Infanterist          | Königlich Bayerisches Infanterie-Leib-Regiment, 12. Kompanie                                                      | † 19. November 1916 in Titesti am Roten-Turm-Pass, Rumänien             | |
|      | 53.      | 53.           | Kasper Eichberger       | 26 Jahre | Gefreiter            | Königlich Bayerisches Reserve-Jägerbataillon Nr. 1, 4. Kompanie                                                   | † 29. Januar 1917 im Lazarett in Sypote, Rumänien                       | |
|      | 54.      | 54.           | Karl Weber              | 29 Jahre | Oberjäger            | Königlich bayerisches 3. Radfahrer-Bataillon, 4. Kompanie                                                         | † 1. April 1917 in Péronne bei Savy, Frankreich                         | |
|      | 55.      | 55.           | Andreas Höher           | 24 Jahre | Unteroffizier        | Königlich Bayerisches 4. Infanterie-Regiment „König Wilhelm von Württemberg“, 1. Bt., 2. Kompanie                 | † 9. April 1917 in Bailleul, Frankreich                                 | |
|      | 56.      | 57.           | Anton Rotwinkler        | -        | Infanterist          | - | † 14. April 1917 in Frankreich                                          | Baum wurde 2014 wegen Bauarbeiten gefällt und soll später ersetzt werden.                                                                                |
|      | 57.      | 56.           | Bruno Brunner           | 26 Jahre | Unteroffizier        | Königlich Bayerisches 26. Infanterie-Regiment, 1. Kompanie                                                        | † 10. April 1917 in Sypote, Rumänien                                    | |
|      | 58.      | 58.           | Franz Kopp              | 39 Jahre | Gefreiter            | Königlich Bayerisches Landwehr-Infanterie-Regiment Nr. 1                                                          | † 18. Juni 1917 in Ebersberg                                            | |
|      | 59.      | 59.           | Martin Altinger         | 27 Jahre | Infanterist          | Königlich Bayerisches Reserve-Infanterie-Regiment Nr. 16 „List“, 9. Kompanie                                      | † 26. Juni 1917 in Wavrin, Flandern                                     | |
|      | 60.      | 60.           | Martin Geiger           | 34 Jahre | Artillerist          | Königlich Bayerisches 6. Feldartillerie-Regiment „Prinz Ferdinand von Bourbon, Herzog von Calabrien“, 2. Batterie | † 15. August 1917 in Nieder-Spechbach, Elsaß, heute Frankreich          | |
|      | 61.      | 61.           | Andreas Schatzeder      | 19 Jahre | Infanterist          | Königlich Bayerisches Infanterie-Leib-Regiment, 8. Kompanie                                                       | † 28. August 1917 in Muncelul, Rumänien                                 | |
|      | 62.      | 62.           | Andreas Boiger          | 43 Jahre | Soldat               | 1. Bayerische Landsturm-Infanterie-Bataillon „Passau“, 3. Kompanie                                                | † 30. August 1917 in Petrofavoelsk/Sibirien, Russland                   | laut bayer. Verlustliste Nr. 292 Landsturm-Infanterie-Bataillon Passau I, 3. Kp.                                                                         |
|      | 63.      | 63.           | Friedrich Schiebl       | 19 Jahre | Infanterist          | Königlich Bayerisches Infanterie-Leib-Regiment, 2. Bataillon., 6. Kompanie                                        | † 1. September 1917 in Muncelul, Rumänien                               | |
|      | 64.      | 64.           | Max Steininger          | -        | -                    | - | † 10. September 1917 in Frankreich                                      | |
|      | -        | 65.           | Franz Wolperdinger      | 25 Jahre | Jäger                | Jäger-Regiment Nr. 3, (kgl. bayer.) IV. Bataillon, 14. Kompanie                                                   | † 4. November 1917 im Lazarett in Bischoflack, Krain, heute: Slowenien  | Baum fehlt |
|      | 65.      | 67.           | Benno Eibl              | 25 Jahre | Artillerist          | Königlich Bayerisches 1. Fußartillerie-Regiment „vakant Bothmer“, Bataillon. 13, 1. Batterie                      | † 3. Januar 1918 bei La Bassée, Frankreich                              | |
|      | 66.      | 69.           | Georg Lehnert           | 28 Jahre | Gefreiter            | Königlich Bayerische Eisenbahn-Betriebs-Kompanie Nr. 7                                                            | † 24. März 1918 in Veldegem, Belgien                                    | |
|      | 67.      | 68.           | Josef Haslsperger       | 41 Jahre | Kanonier             | Gebirgsartillerie                                                                                                 | † 18. Februar 1918 in Ebersberg                                         | abweichend in der chronologischen Reihenfolge |
|      | 68.      | 70.           | Alferd Angermeier       | 24 Jahre | Unteroffizier        | Königlich Bayerisches 16. Infanterie-Regiment „Großherzog Ferdinand von Toskana“, 8. Kompanie                     | † 5. April 1918 in Fontaine, Frankreich                                 | |
|      | -        | 71.           | Alfred Krämer           | 20 Jahre | Unteroffizier        | Württembergisches Infanterieregiment Nr. 121                                                                      | † 6. April 1918 in Beaumont, Frankreich                                 | Baum fehlt |
|      | 69.      | 49.           | Korbinian Härtl         | 39 Jahre | Gefreiter            | Königlich Bayerisches Reserve-Infanterie-Regiment Nr. 16 „List“, Inf.-Pion.-Kompanie                              | † 7. Oktober 1916 in Le Barque, Frankreich                              | Der Baum steht abweichend in der chronologischen Reihenfolge neben Bäumen mit Sterbedaten vom April 1918.                                                |
|      | 70.      | 72.           | Alois Oswald            | 24 Jahre | Infanterist          | Königlich Bayerisches Infanterie-Leib-Regiment, 6. Kompanie                                                       | † 13. April 1918 in Bailleul, Frankreich                                | |
|      | -        | 73.           | Johann Freinberger      | 35 Jahre | Infanterist          | Königlich Bayerisches 26. Infanterie-Regiment, 10. Kompanie                                                       | † 1. Juni 1918 Soissons, Frankreich                                     | Baum fehlt |
|      | 71.      | 74.           | Lorenz Schart           | 21 Jahre | Infanterist          | Königlich Bayerisches 12. Infanterie-Regiment „Prinz Arnulf“., 7. Kompanie                                        | † 2. Juni 1918 im Lazarett in Baden-Baden, Deutschland                  | |
|      | 72.      | 77.           | Johann Reiter           | -        | -                    | - | † 15. September 1918 in Frankreich                                      | |
|      | 73.      | 75.           | Sebastian Wolperdinger  | 32 Jahre | Landwehrmann         | Königlich Bayerisches Reserve-Infanterie-Regiment Nr. 15, 5. Kompanie                                             | † 31. Juli 1918 im Lazarett in Hirson, Frankreich                       | |
|      | 74.      | 79.           | Albert Schlierf         | -        | -                    | - | † 26. September 1918 in Frankreich                                      | |
|      | 75.      | 78.           | Josef Mascher           | 31 Jahre | Gefreiter            | Landsturm-Infanterie-Bataillon „Rosenheim“, 1. MG-Kompanie                                                        | † 26. September 1918 in Charpentry, Frankreich                          | |
|      | 76.      | 80.           | Josef Huber             | 19 Jahre | Infanterist          | Königlich Bayerisches Reserve-Infanterie-Regiment Nr. 1, 1. MG-Kompanie                                           | † 27. September 1918 bei Somme-Py                                       | Schlacht bei Somme-Py, Hunderttageoffensive der Alliierten                                                                                               |
|      | 77.      | 84.           | Martin Meyer            | 27 Jahre | Infanterist          | Königlich Bayerisches Infanterie-Leib-Regiment, 5. Kompanie                                                       | † 21. August 1919 im Lazarett in Oberelkofen                            | nur größerer Baumstumpf erhalten, der aber wieder austreibt                                                                                              |
|      | 78.      | 76.           | Martin Achatz           | 27 Jahre | Pionier              | Königlich Bayerische Fernsprech-Abteilung 701                                                                     | † im Brebières, Artois, Frankreich                                      | |
|      | -        | 81.           | Josef Kuffer            | 26 Jahre | Vizefeldwebel        | Königlich Bayerisches 31. Infanterie-Regiment, 10. Kompanie                                                       | † 15. Oktober 1918 bei Verpel bei Buzancy, Frankreich                   | vermisst, Baum fehlt |
|      | 79.      | 82.           | Georg Moosmeier         | 25 Jahre | Pionier              | Königlich Bayerische Armee-Kraftwagenkolonne 283                                                                  | † 20. Oktober 1918 in Buironfosse/La Capelle, Frankreich                | |
|      | 80.      | 83.           | Max Mayerhofer          | 20 Jahre | Artillerist          | Königlich Bayerisches Fußartillerie-Bataillon Nr. 21, 2. Kompanie                                                 | † 14. November 1918 im Lazarett in Koblenz, Deutschland                 | |

## Galerie

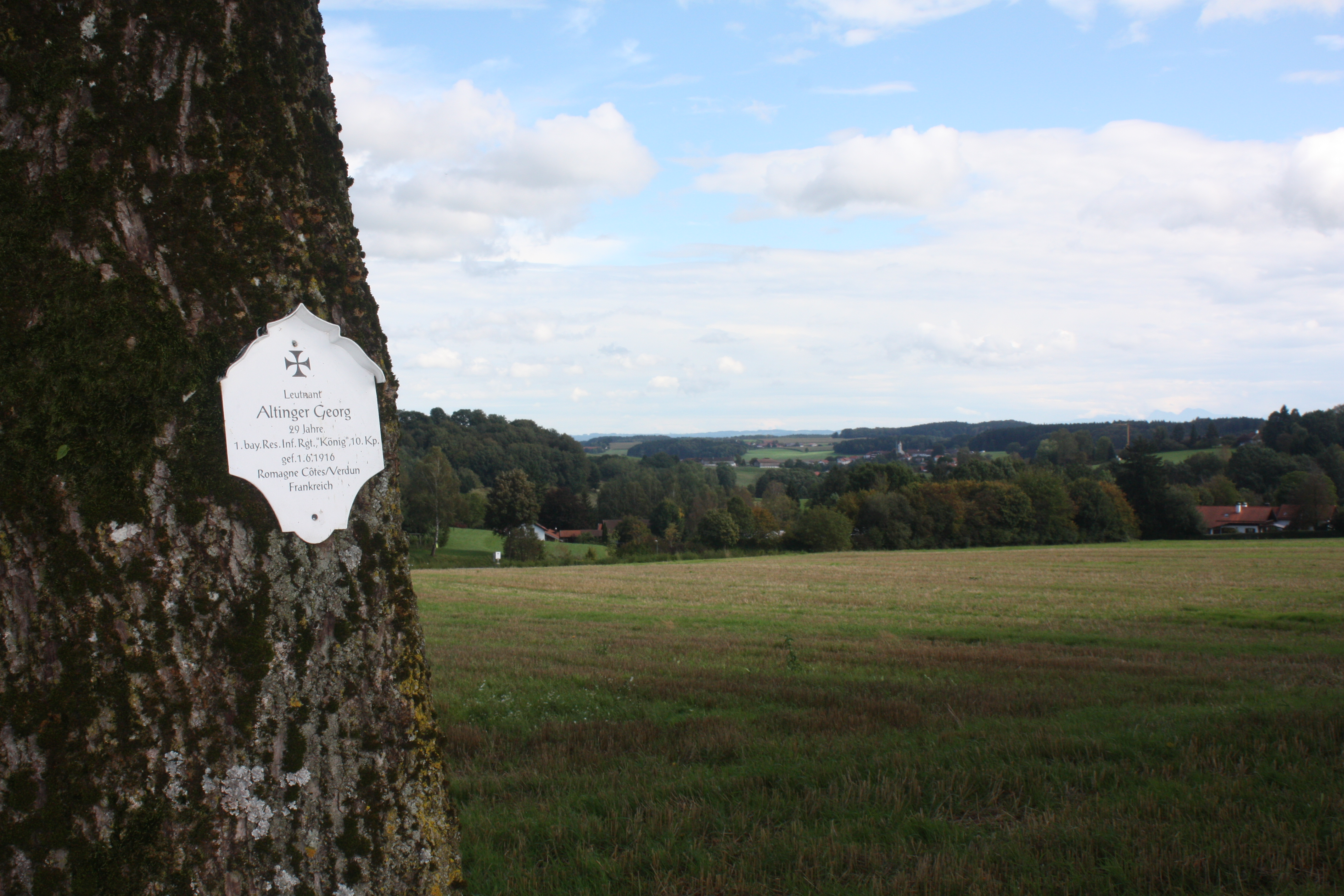
Baum Nr. 38 im mittleren Bereich der Allee
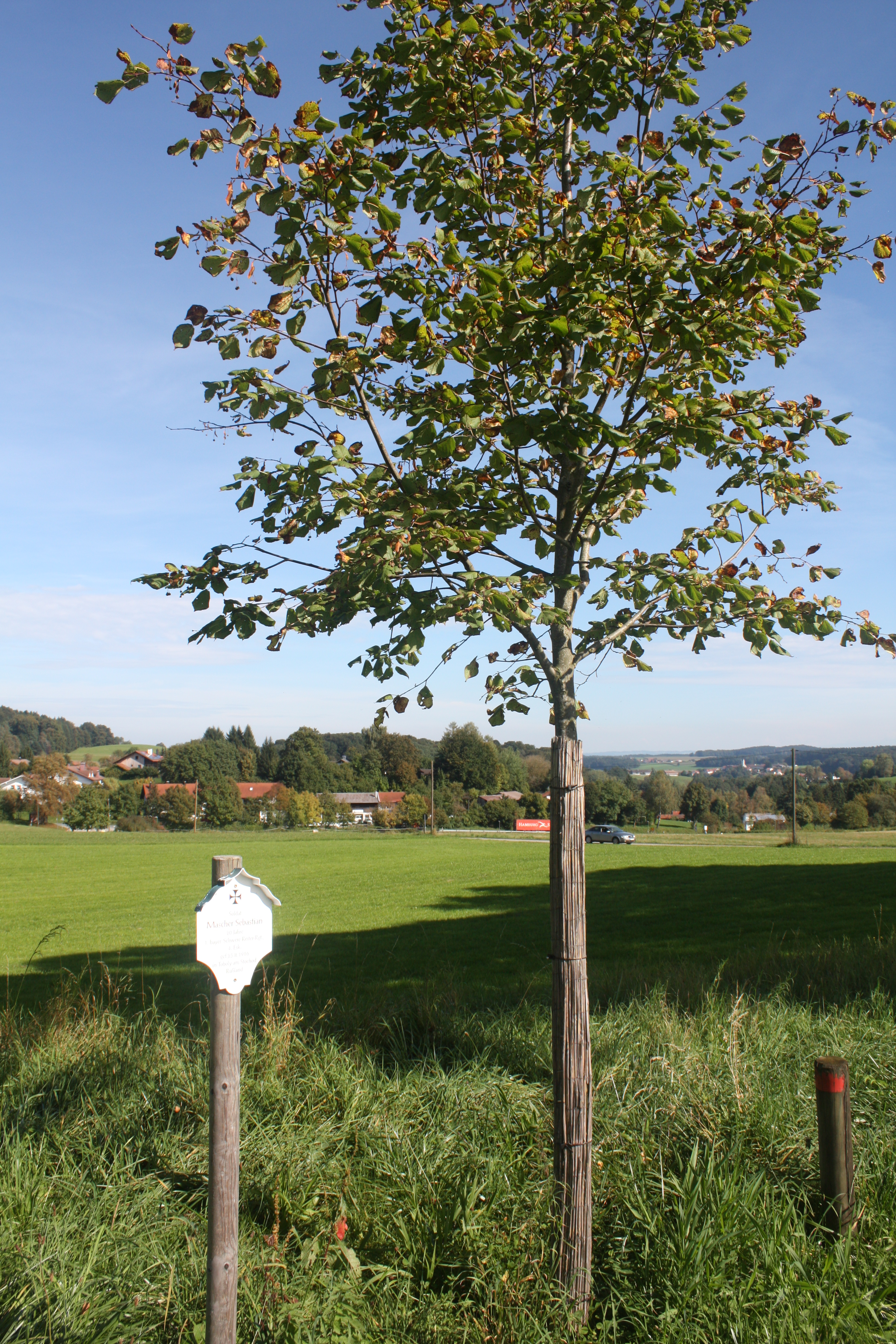
Nachgepflanzter Baum Nr. 46
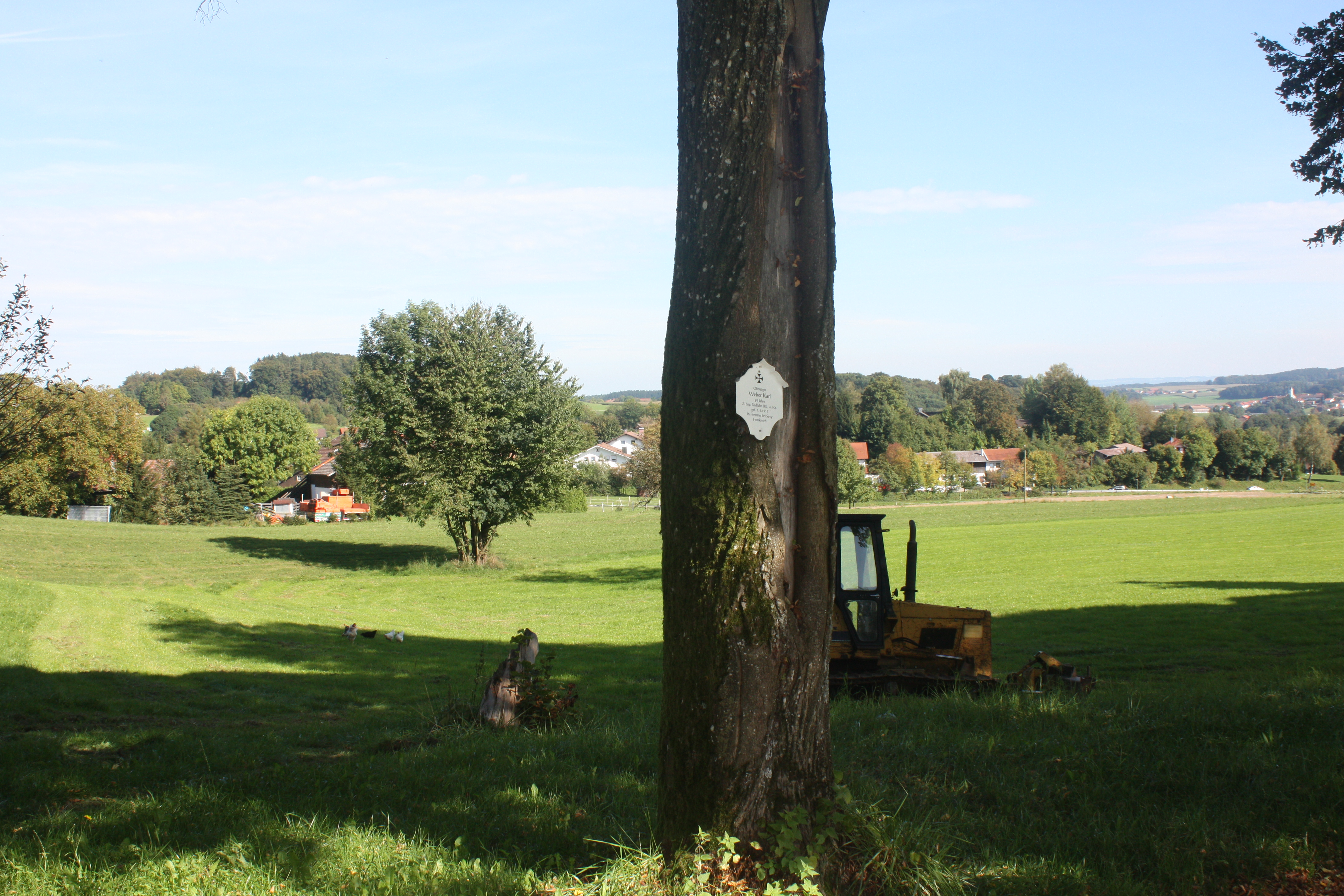
Baum Nr. 54, der letzte Baum des mittleren Bereichs
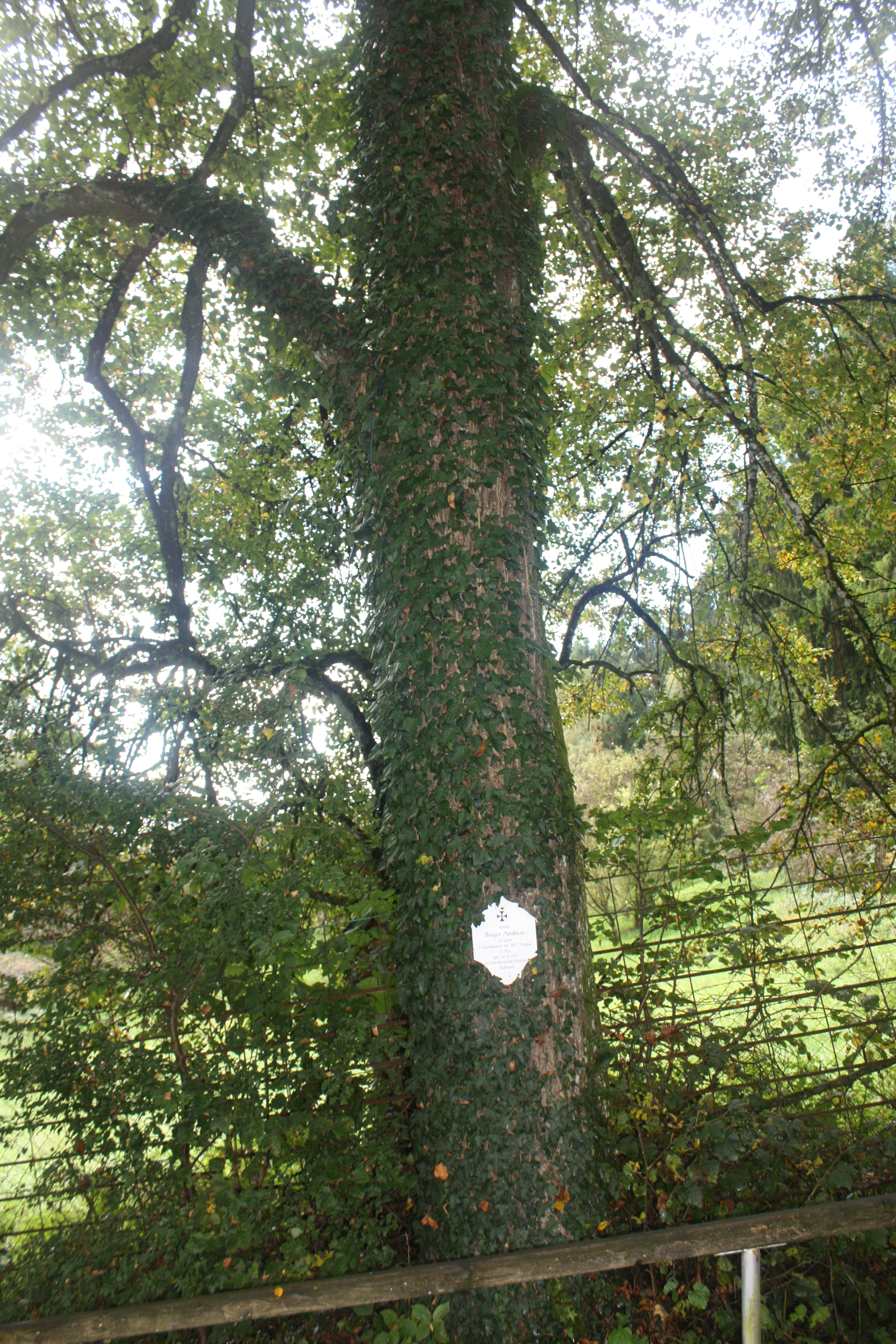
Baum Nr. 62 ist von Efeu umrankt
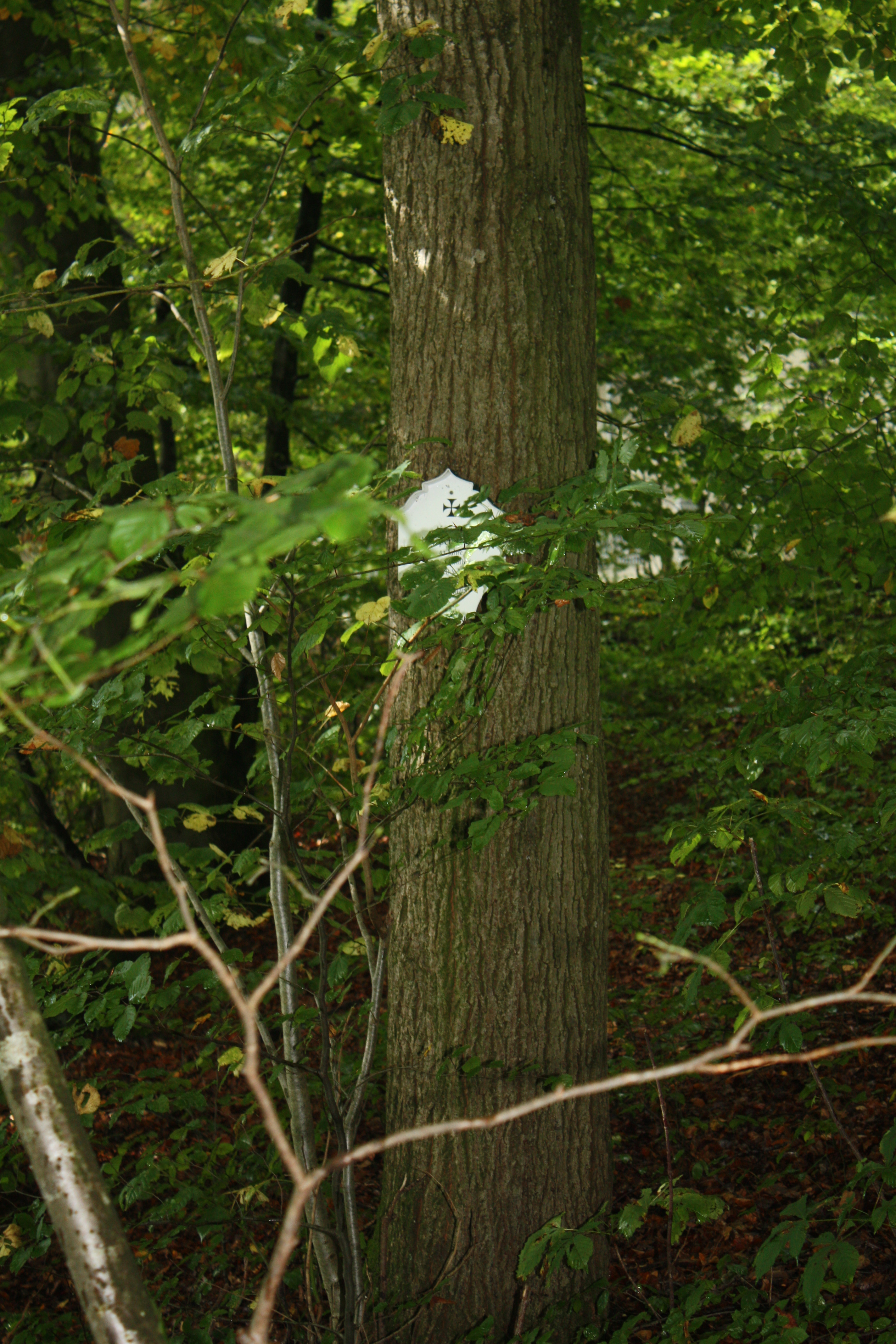
Baum Nr. 67 steht etwas abseits des Wegs
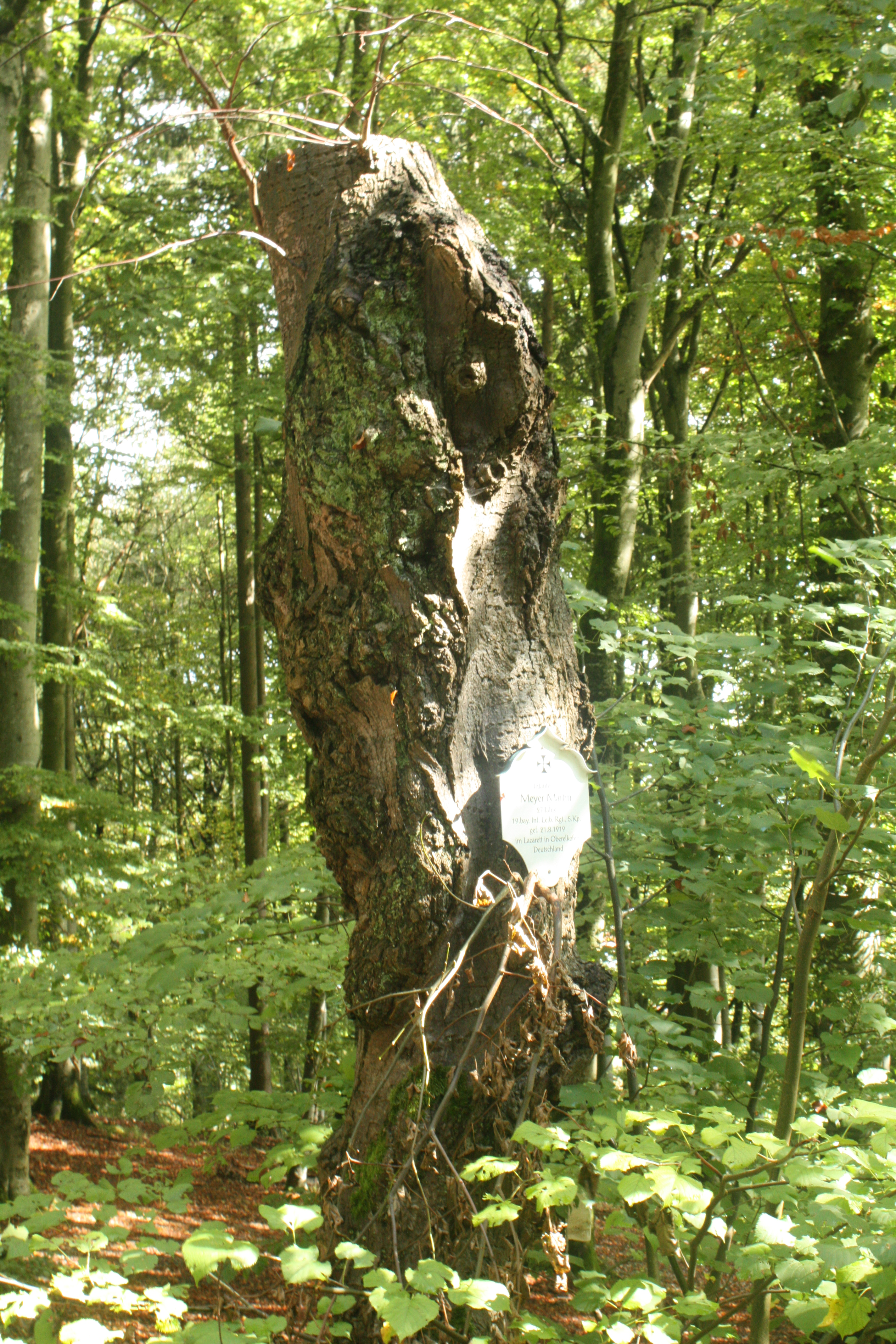
Vom Baum Nr. 77 ist nur noch ein Stumpf erhalten
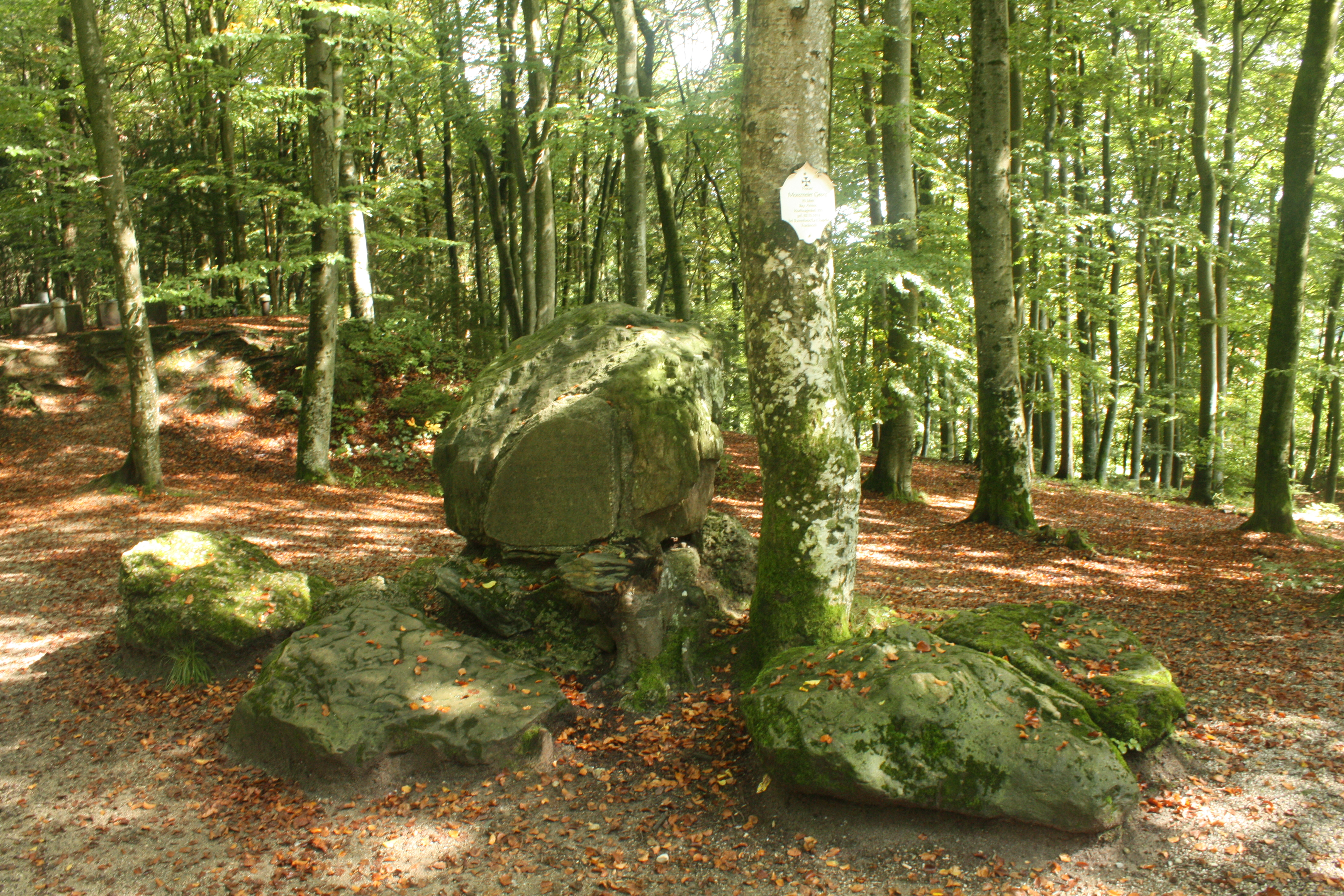
Findlinge bei Baum Nr. 79